# Austrosaropogon thule
Austrosaropogon thule är en tvåvingeart som beskrevs av Daniels 1991. Austrosaropogon thule ingår i släktet Austrosaropogon och familjen rovflugor. Inga underarter finns listade i Catalogue of Life.